# La Montagne (Loira Atlàntic)

Localització de La Montagne (Loira Atlàntic)

La Montagne (en gal·ló La Montaèyn) és un municipi francès, situat a la regió de país del Loira, al departament de Loira Atlàntic, que històricament ha format part de la Bretanya. L'any 2006 tenia 6.021 habitants. Limita amb els municipis d'Indre, Bouguenais, Bouaye, Brains i Saint-Jean-de-Boiseau.

## Demografia
| Evolució de la població |      |      |      |      |      |      |      |      |
| 1793                    | 1800 | 1806 | 1821 | 1831 | 1836 | 1841 | 1846 | 1851 |
| -                       | -    | -    | -    | -    | -    | -    | -    | -    |

| 1856 | 1861 | 1866 | 1872 | 1876  | 1881 | 1886 | 1891 | 1896 |
| ---- | ---- | ---- | ---- | ----- | ---- | ---- | ---- | ---- |
| -    | -    | -    | -    | 2.106 | -    | -    | -    | -    |

| 1901 | 1906 | 1911 | 1921  | 1926 | 1931 | 1936  | 1946 | 1954  |
| ---- | ---- | ---- | ----- | ---- | ---- | ----- | ---- | ----- |
| -    | -    | -    | 2.895 | -    | -    | 3.441 | -    | 4.136 |

| 1962  | 1968  | 1975  | 1982  | 1990  | 1999  | 2006 | 2011 | 2016 |
| ----- | ----- | ----- | ----- | ----- | ----- | ---- | ---- | ---- |
| 4.418 | 5.025 | 5.165 | 5.419 | 5.555 | 5.841 | -    | -    | -    |

| 2019 | - | - | - | - | - | - | - | - |
| ---- | - | - | - | - | - | - | - | - |
| -    | - | - | - | - | - | - | - | - |

## Administració
| Període   | Identitat        | Partit        |
| --------- | ---------------- | ------------- |
| 2001-2005 | Francis Lespinet | Divers gauche |
| 2005-2014 | Liliane Plantive | Divers gauche |
| 2014-     | Pierre Hay       | Divers gauche |